# バジー・フェイトン
バジー・フェイトン（Buzzy Feiten、1948年11月4日 - ）は、アメリカ合衆国のブルース、ロック、ジャズ・ギタリスト。本国では本人を含めバズ・フィ―テン(Buzz Feiten)と呼ばれる。

## 略歴
ニューヨーク州で育つ。1968年4月15日、ニューヨークのジェネレーション・クラブで、ジミ・ヘンドリックス、B.B.キング、ポール・バターフィールド、ポール・バターフィールド・ブルース・バンドのエルヴィン・ビショップとフィリップ・ウィルソン（ドラムズ）、アル・クーパー（オルガン）らはジャムを中心とするライブを行った。当時19歳のフェイトンはこのジャムにベースで参加した。同年、ビショップはポール・バターフィールド・ブルース・バンドを脱退。後継のギタリストとしてバンドへの参加を依頼され、加入した。
1969年10月、バターフィールド・ブルース・バンドは5枚目のアルバム『Keep On Moving』を発表。フェイトンはギター以外にオルガンやフレンチホルンなども演奏した。
その後、ラスカルズに参加、1971年のアルバム『ピースフル・ワールド』と翌年の『アイランド・オブ・リアル』にクレジットされている。
1972年にニール・ラーセンらとフル・ムーンというバンド名義でアルバムをリリース。その後、ニール・ラーセンのソロ・アルバムでの共演を経て、ラーセン=フェイトン・バンドを結成。1980年に『ラーセン＝フェイトン・バンド』をリリースした。同作のトップを飾る「今夜は気まぐれ（Who'll Be the Fool Tonight）」はシングルカットされ、Billboard Hot 100で29位のヒットとなった。
上記のほか、アレサ・フランクリン、ウィルソン・ピケット、ベット・ミドラー、ジェームス・テイラー、グレッグ・オールマン、リッキー・リー・ジョーンズ、チャカ・カーン、アル・ジャロウ、ボブ・ディラン、ブレッカー・ブラザーズ、デイヴィッド・サンボーン、マイケル・フランクス、Mr.ミスター、デイヴ・コーズ、オリビア・ニュートン＝ジョンなど、多くの有名ミュージシャンと共演している。中でもスティーヴィー・ワンダーのアルバム『心の詩』収録の「スーパーウーマン」では長いソロを披露しているが、これはファースト・テイクが採用されたという。

## 音楽性
インタビューではフュージョン奏者のレッテルが貼られてしまったことに抵抗を示しており、自分の音楽的バックグラウンドはブルース、ファンク、R&Bだと述べている。

## ディスコグラフィ

### リーダー・アルバム
- 『ラーセン＝フェイトン・バンド』 - Larsen-Feiten Band (1980年、Warner Bros.)
- 『フルムーン』 - Full Moon with Full Moon (1982年、Warner Bros.)
- 『バジー・フェイトン・ワーリーズ』 - Whirlies (2000年、Ulftone Music)
- 『フル・ムーン・セカンド』 - Buzz Feiten & the New Full Moon (2002年、Dreamsville)
- 『バジー・フェイトン・ウィズ・ブランドン・フィールズ』 - Buzz Feiten with special guest Brandon Fields (2008年、Dreamsville)

### 参加アルバム
ニール・ラーセン
- 『ジャングル・フィーヴァー』 - Jungle Fever (1978年、Horizon)
- 『ハイ・ギア』 - High Gear (1979年、Horizon)
- 『スルー・エニー・ウィンドウ』 - Through Any Window (1987年、MCA)
- 『スムーズ・トーク』 - Smooth Talk (1989年、MCA)

リッキー・リー・ジョーンズ
- 『浪漫』 - Rickie Lee Jones (1979年、Warner Bros.)
- 『パイレーツ』 - Pirates (1981年、Warner Bros.)
- 『マガジン』 - The Magazine (1984年、arner Bros.)
- 『フライング・カウボーイズ』 - Flying Cowboys (1989年、Geffen)

スティーヴィー・ワンダー
- 『心の詩』 - Music of My Mind (1972年、Tamla)
- 『トーキング・ブック』 - Talking Book (1972年、Tamla)